# استیو بووی
استیو بووی (انگلیسی: Steve Bowey؛ زادهٔ ۱۰ ژوئیهٔ ۱۹۷۴) بازیکن فوتبال اهل بریتانیا است.
از باشگاه‌هایی که در آن بازی کرده‌است می‌توان به باشگاه فوتبال یورک سیتی، باشگاه فوتبال ایر یونایتد، باشگاه فوتبال گیتزهد، باشگاه فوتبال بریستول راورز، باشگاه فوتبال فارست گرین راورز، و باشگاه فوتبال هروگیت تاون اشاره کرد.